# Loto Rojo (cómic)
Loto Rojo (Paul Hark) es un personaje ficticio, un mutante que aparece en los cómics estadounidenses publicados por Marvel Comics.

## Biografía del personaje ficticio
Aunque ha estado afiliado a los X-Men, en particular al equipo X-Treme X-Men, Loto Rojo no es un miembro oficial.
Loto Rojo nació en Sídney, Australia, de un padre estadounidense, y es el heredero aparente de la Triada China de Sídney, que fue dirigida por su abuelo, conocido como el Padre Gow. Cuando Gow fue asesinado, Loto Rojo se hizo creer que el culpable era Gambito por el examinador, que quería obtener el control de la Tríada por sí mismo.
Loto Rojo ayudó al equipo X-Treme X-Men contra Sebastian Shaw y Lady Mastermind después de que se reveló la verdad, y luego los ayudó mientras intentaban repeler una invasión interdimensional en Madripoor.
Después de la invasión en Madripoor, Paul se convirtió en un aliado de Viper y se unió a ella de manera encubierta en el Club Fuego Infernal con la esperanza de cerrar su anillo de esclavos mutantes. Casi fue asesinado por Selene, pero Marvel Girl pudo salvarlo.
Fue visto por última vez como un aliado de Courtney Ross, Viper, Sunspot y su nuevo Club Fuego Infernal, sin embargo, lo que le sucedió después de M-Day sigue siendo un misterio.

## Poderes y habilidades
Loto Rojo es un artista marcial sobrehumano que posee mayor fuerza, velocidad, reflejos, agilidad, destreza, coordinación, equilibrio y resistencia.

## En otros medios
Loto Rojo apareció en la película de 2019 Dark Phoenix, interpretado por Andrew Stehlin. En la película final, el personaje se llama Ariki y no tiene ninguna similitud con Loto Rojo, así como el hecho de que Ariki puede manipular sus trenzas de pelo.